# Фридман, Владимир Соломонович
Владимир Соломонович Фридман (1933—2015) — советский и российский инженер-технолог, организатор  работ по созданию и исследованию высокопрочных сталей применяемых при создании ракетно-космической техники, участник создания  пилотируемой орбитальной станции «Мир», кандидат технических наук (1974). Лучший технолог ракетно-космической отрасли (1977). Лауреат Государственной премии СССР (1989).

## Биография
Родился 15 октября 1933 года в Ленинграде.

### Образование и начало деятельности
С 1948 по 1953 год обучался в Московском институте стали имени И. В. Сталина по окончании которого получил специальность инженера-металлурга. С 1953 по 1958 год работал на Саратовском заводе №447 Министерства радиопромышленности СССР в должности технолога.

### ВНИИ-88и участие в создании ракетно-космической техники
С 1958 по 1975 год на научно-исследовательской работе в Отделении материаловедения НИИ-88 (с 1967 года — Центральный научно-исследовательский институт машиностроения) в должностях: инженер, младший научный сотрудник, старший инженер, руководитель группы, заместитель руководителя и руководитель лаборатории. В. С. Фридман был организатором в области исследования и создания высокопрочных сталей применяемых при создании ракетно-космической техники.
С 1975 по 2002 год на научно-исследовательской работе в Центральном НИИ материаловедения Министерства общего машиностроения СССР (с 1958 по 1975 год — Отделение материаловедения НИИ-88, с 1986 года — НПО «Композит») в должностях руководителя  лаборатории и отделения. В. С. Фридман был организатором и ведущим исполнителем работ по исследованию, созданию и освоению высокопрочных среднелегированных и нержавеющих сталей для ракетно-космической техники и космических аппаратов, в том числе для создания высокопрочных сталей для двухместного пилотируемого космического корабля «Союз-19» в рамках совместного экспериментального полёта «Союз — Аполлон» в 1976 году для пилотируемой научно-исследовательской орбитальной станции «Мир».
6 ноября 1989 года «закрытым» Постановлением ЦК КПСС и СМ СССР «За участие в создании пилотируемой научно-исследовательской орбитальной станции "Мир" и осуществление программы космического полёта этой станции» В. С. Фридман был удостоен Государственной премии СССР.

### Научная деятельность
В 1974 году В. С. Фридман защитил диссертацию на соискание учёной степени кандидат технических наук. 
В. С. Фридман являлся автором более пятидесяти научных трудов и около двадцати пяти авторских свидетельств и патентов на изобретения, он являлся создателем  стали для изготовления инструментов, работающих в условиях динамических нагрузок и агрессивных сред, имеющей повышенную износостойкость и стойкость к питтинговой коррозии, ударную твердость и вязкость. Его работы выставлялись на ВДНХ СССР, в 1978 году за свои достижения он был удостоен Золотой медали ВДНХ.

### Смерть
Скончался 16 августа 2015 года в Москве, похоронен на Троекуровском кладбище.

## Награды
- Государственная премия СССР (6.11.1989)
- Золотая медаль ВДНХ (1978)[1][2]